# Amarygmus consobrinus
Amarygmus consobrinus es una especie de escarabajo del género Amarygmus, categorizada en la tribu Amarygmini, de la subfamilia Tenebrioninae. Fue descrita por Bremer en 2008.
Mide aproximadamente 7,5 mm de longitud. Se distribuye por la Provincia de Papúa Occidental, cerca de la ciudad de Ransiki, en Indonesia.